# 7560 Spudis
7560 Spudis este o planetă minoră (asteroid) din centura de asteroizi. A fost descoperită pe 10 ianuarie 1986 la Observatorul Palomar de Carolyn S. Shoemaker și a fost numită după Paul Spudis⁠(d). 
Obiectul prezintă o orbită caracterizată de o semiaxă mare de 1,9548496 UAi, o excentricitate de 0,1, o înclinație de 16,8585 ° în raport cu ecliptica.